# MAN Diesel
MAN Diesel SE (tidligere MAN B&W Diesel AG) var en tysk dieselmotorfabrik med hovedsæde i Augsburg og fabrikker i Holeby og Frederikshavn, som havde rødder tilbage til B&W. Firmaet betegnedes fra 2006 som MAN Diesel SE. I 2010 blev den fusioneret med MAN Turbo til MAN Diesel & Turbo, med navneændring i juni 2018 til MAN Energy Solutions SE, (indregistreret som europæiske selskab).
I 2005 samlede MAN Diesel nogle af sine aktiviteter på Teglholmen i Københavns sydhavn, hvor ca. 2.800 personer har deres daglige arbejde med at udvikle og tegne store totakts dieselmotorer. I 2022 oplyste virksomheden at dens Teglholmen-aktivitet med 1.500 medarbejdere, og de 154 arbejdspladser i Holeby, flyttes til Trekroner ved Roskilde i 2027.
Et af firmaets vigtigste områder er licensgivning til motorbyggere verden over, specielt koncentreret i tidens store skibsbygnings nationer: Japan, Korea og Kina. Ud over dette er der en stor produktion af dele der sælges enten som komponenter til de mange licenstagere, eller som reservedele til skibe. Endelig har firmaet også en stor serviceafdeling, som sørger for at motorer verden over kan serviceres, således at "B&W" stadig holder de gamle traditioner fra det mekaniske værksted fra 1843 i hævd.
Verdens første oceangående dieselmotorskib Selandia blev leveret fra B&W til Ø.K. 17. februar 1912, og i 2000 fulgte så verdens første marine dieselmotor med fuld elektronisk styring af brændolieindsprøjtning og ventilåbning.

## Historie
MAN B&W Diesel A/S er det gamle Burmeister & Wain, som oprindeligt blev startet i 1843 af Hans Heinrich Baumgarten, i et lille mekanisk værksted i en baggård i Købmagergade i København. Baumgarten gik i kompagniskab med Burmeister, men trak sig senere ud af firmaet pga sygdom. Burmeister fortsatte alene i nogle år, men fik så følgeskab af William Wain som arbejdede på Orlogsvæftet, bl.a. med bygningen af Fregatten Jylland. De to herrer udvidede forretningen til også at omfatte det berømte skibsværft.
MAN B&W havde i slutningen af 1900-tallet i lange perioder over 2/3-dele af verdensmarkedet for store totaktdieselmotorer.
Igennem næsten hundrede år var B&W en af de største arbejdspladser i København. I 1971 blev motorfabrikken og værftet skilt i to selvstændige firmaer. I kølvandet på Bonde Nielsen-sagen blev motorfabrikken solgt til den tyske MAN koncern i to omgange, delvist i 1979 og resten i 1980. Værftet kunne ikke overleve tidens hårde konkurrence og lukkede i 1996 efter at have bygget næsten 1.000 skibe. Motorfabrikken flyttede i 1987 fra sin mere end 100 år gamle beliggenhed på Christianshavn, til henholdsvis Teglholmen og Center Syd på Avedøre Holme.
I 1883 grundlægges motorfabrikken Brdr. Houmøllers Jernstøberi i Frederikshavn. Dette foretagende blev med tiden omdøbt til Alpha Diesel, der efter fusion med B&W kom til at hedde B&W Alpha. Det er denne fabrik samt B&W Holeby Diesel Motor Fabrik på Lolland, som sammen med modervirksomheden i København blev til MAN Diesel & Turbo SE.